# Astropolitik
Astropolitik  är en gren av geopolitik, och analyseras med referens till astronomi.
Exempel på sådant som varit föremål för astropolitik är:
- Rymdfördraget
- Månfördraget
- Rymdrätt